# Tipula (Vestiplex) optanda
Tipula (Vestiplex) optanda is een tweevleugelige uit de familie langpootmuggen (Tipulidae). De soort komt voor in het Palearctisch gebied.